# Кантаторе, Висенте
Висенте Кантаторе Соччи (исп. Vicente Cantatore Socci; 6 октября 1935, Росарио, Санта-Фе — 15 января 2021, Вальядолид, Кастилия и Леон) — аргентинский и чилийский футболист, тренер.

## Футбольная карьера
В начале футбольной карьеры Кантаторе выступал за несколько аргентинских клубов. В 1960 году он переехал в Чили. В том же году он вышел на поле в составе «Рейнджерс». Позднее футболист перешёл в команду «Депортес Консепсьон». В её составе свой последний матч в качестве игрока он сыграл в 1973 году.

## Тренерская карьера
Тренерская работа, как считает большинство комментаторов, принесла наибольший успех Кантаторе. Дважды ему удавалось вывести в финал Кубка Либертадорес клуб «Кобрелоа» (в 1981 и 1983 годах).
Важным этапом его карьеры  стала работа в испанском клубе «Вальядолид». Его знакомство с клубом состоялось в конце 1980-х. Его главными достижениями, как тренера, стали: открытие в составе команды «Б» Фернандо Йерро, а также выведение клуба в финал Кубка короля.
Но его самым большим достижением, в «Вальядолиде», стало выведение клуба с последнего места испанского чемпионата 1996 года на довольно неплохой уровень. Его значимость можно оценить по одному из лучших показателей функционирования спортивной организации — росту числа акционеров. Тот период, когда спортивное руководство «Вальядолида» осуществлялось Кантаторе, был одним из самых плодотворных в истории. Сначала, в 1996—1997 годах, был побит рекорд клуба по числу акционеров, свыше 17 тысяч человек, а на следующий сезон эта цифра увеличилась до 18,5 тысяч человек.
В 1997 году Кантаторе отправляют в отставку. Это решение вызвало споры среди болельщиков клуба, а специалистам пришлось констатировать, что этот шаг означал конец лучших времен клуба. Очередной этап работы Кантаторе в «Вальядолиде» принёс клубу успех: он сумел довести команду до уровня основных европейских турниров.
В сезон, когда Кантаторе перешёл в «Севилью», андалузский клуб затратил большие суммы на покупку достаточно известных футболистов. В числе приобретений были Эрреро, Прието, к команде также присоединились Посо и Паскуаль. Первые матчи показали эффективность выбранного тренером курса. Руководство «Севильи» быстро предложило продлить контракт ещё на два сезона. Само попадание в сетку Кубка УЕФА после первого года работы можно было считать достижением. Однако испанский клуб не смог пройти в решающую стадию соревнований, в том числе и из-за явно неудачного матча, проведённого в Москве со столичным «Торепедо» (1:3). В результате, Кантаторе принимает решение покинуть пост тренера «Севильи».
После долгих лет, проведённых в Испании, он возвращается на родину. Но вскоре опять уезжает в Европу для того, чтобы в период 2000—2001 гг. возглавить ещё один испанский клуб — «Спортинг» (Хихон).

## Достижения

### Командные
«Сантьяго Уондерерс»
- Чемпион Чили: 1968

### В качестве тренера
«Кобрелоа»
- Чемпион Чили (2): 1980, 1982
- Победитель Лигилья Пре-Либертадорес: 1981
- Финалист Кубка Либертадореса (2): 1981, 1982

«Универсидад Католика»
- Обладатель Кубка Чили: 1991
- Победитель Лигилья Пре-Либертадорес: 1991

### Личные
- Премия «Дон Балон» — лучший менеджер: 1997

## Ссылка
- Профиль на сайте bdfutbol Архивная копия от 27 декабря 2013 на Wayback Machine